# Bitwa pod Al-Kadisijją
Bitwa pod Al-Kadisijją – bitwa, która miała miejsce 6 stycznia 638 roku w trakcie walk arabsko-perskich.
Według innych źródeł do starcia doszło w roku 636 lub 637. Zwycięstwo muzułmanów nad Persami umożliwiło zwycięzcom zajęcie Mezopotamii i przyczyniło się do pokonania Sasanidów, co ostatecznie nastąpiło po bitwie pod Nihawandem.
Po długotrwałej i krwawej wojnie z Cesarstwem Rzymskim (Bizantyńskim), osłabione państwo Sasanidów starało się zapobiec arabskiemu zagrożeniu z południowego zachodu. W roku 634 doszło co prawda do zwycięskiej dla Persów bitwy pod Al-Hira, jednak Arabowie nie zaniechali ataków. Głównodowodzący wojsk perskich, Rostam Farrochzad, na czele armii liczącej ok. 40 tys. żołnierzy przekroczył Eufrat w rejonie Al-Kadisijji (w pobliżu dzisiejszego miasta Al-Hilla w Iraku). W odpowiedzi, kalif Umar ibn al-Chattab wysłał liczącą 30 tys. jazdy armię dowodzoną przez Sada ibn Abi Wakkasa.
Bitwę rozpoczął atak jazdy arabskiej. Po chwili Persowie przeprowadzili kontrnatarcie, wysyłając do ataku słonie bojowe. Atak ten został jednak odparty. Rozpoczęły się  uciążliwe walki. W końcu Sad otrzymał wsparcie składające się z wojowników mających doświadczenie w walkach przeciwko słoniom bojowym. Kolejny arabski atak zakończył się uczynieniem wyłomu w szeregach perskich. Do późnej nocy szala zwycięstwa zaczęła przechylać się na korzyść Arabów. Następnego dnia rano w szeregi perskie uderzyła gwałtowna burza piaskowa, która dopełniła dzieła zniszczenia. Próbującego ucieczki Rostama, Arabowie pochwycili i ścieli. Zwycięzcy nie brali jeńców, sami jednak ponieśli wielkie straty tracąc 7,5 tys. ludzi.
W ręce Arabów wpadł mimo to cały obfitujący w łupy i ozdobiony klejnotami święty sztandar Persów – Derafsh Kâviâni. Po bitwie Arabowie podjęli pościg za uciekającymi resztkami armii perskiej. W obliczu klęski, Jezdegerd III zaoferował Arabom w zamian za pokój, tereny na zachód od rzeki Tygrys. Ci odrzucili propozycję, licząc na szybki sukces w walce z bardzo osłabionym przeciwnikiem. W tej sytuacji król perski zmuszony został do opuszczenia swojej rezydencji w Ktezyfonie i wycofania się na wschód, gdzie organizował dalszą obronę przed zajmującym Mezopotamię przeciwnikiem. Kilka lat później w roku 642, Arabom po zwycięskiej bitwie pod Nihawandem udało się ostatecznie pokonać Sasanidów.